# Izolirani jezici
Izolirani jezici su oni za koje se smatra da nisu genetski povezani ni s jednim drugim poznatim jezikom.
Primjeri izoliranih su ainu, baskijski, burušaski i korejski jezik, kao i neki izumrli jezici, od kojih su najpoznatiji etruščanski i sumerski.
Ponekad davanjem statusa jezika dosadašnjem dijalektu nekog jezika, jezik formalno prestaje biti izoliran, npr. japanski.
Termin se može koristiti i relativno (rjeđe): grčki, albanski i armenski su izolirani indoeuropski jezici, jer unutar te porodice nemaju (dokazanih) bliskih srodnika.

## Vanjske poveznice
- Lenguas Aisladas
- Orphans with no Families: Languages missing genetic relationships
- South American Isolates[neaktivna poveznica]
- Ethnologue (14th)
- Ethnologue (15th)
- Ethnologue (16th) (eng.)